# Betjänte
Betjänte var förr benämning på betjäningen vid ett allmänt verk. 
Kronobetjänte utgjordes av länsmän och fjärdingsmän. Fordom hade ordet betjänte en mera vidsträckt bemärkelse. Så till exempel omfattade benämningen kongl. m:ts betjänte samtliga tjänstemännen i ett kollegium, med undantag av president och ledamöter. Ännu i 1686 års kyrkolag och i äldre skolordningar kallas präster, organister och klockare kyrkobetjänte samt akademiernas, gymnasiernas och skolornas lärare akademie-, gymnasie- och skolebetjänte. Stadsbetjänte var personalen vid rådstugan, revisionsbetjänte tjänstemän i ett revisionskontor och adelsbetjänte gårdsfogdar och dylikt på adelsgods.
Senare kom betjänte att användas snävare, om statsanställda av lägre grad än tjänstemän.Inom Statens Järnvägar avskaffades benämningen "betjänte" 1908 och ersattes med "tjänsteman av lägre grad".